# Ilybius ater
Ilybius ater – gatunek wodnego chrząszcza z rodziny pływakowatych i podrodziny Agabinae.

## Taksonomia
Gatunek ten został opisany w 1774 roku przez Charlesa De Geera pod nazwą Dytiscus ater. Lokalizację typową stanowi Szwecja. Do rodzaju Ilybius przeniesiony został w 1832 roku przez Wilhelma Ferdinanda Erichsona. W obrębie tego rodzaju klasyfikowany jest w grupie gatunków Ilybius subaeneus-group.

## Opis

### Owad dorosły
Ciało tego chrząszcza osiąga od 13 do 14 lub 15 mm długości. Ciało ubarwione jest w całości czarno z lekkim metalicznym połyskiem, a odnóża są ciemnorude. Zapiersie o skrzydełkach trójkątnych i szerokich. Golenie tylnej pary odnóży o zewnętrznej powierzchni pokrytej licznymi dołeczkami, opatrzonymi szczecinkami. U samców linia środkowa zabiodrza z pojedynczym zgrubieniem. Ostatni sternit odwłoka samic z wierzchołkiem wyraźnie wyciętym i żeberkiem krótkim, a samców z bardzo długim, sięgającym do połowy jego długości żeberkiem i bardzo długimi rysami po bokach. Przednie odnóża samców o pazurkach z dolną krawędzią lekko wklęsłą i pozbawionych zęba.

### Larwa
Ciało larw jest szerokie i osiąga 6,1 do 10 mm długości. Ubarwienie grzbietowej strony ciała brunatne do ciemnobrunatnooliwkowego z wyjątkiem głowy, której górna powierzchnia jest ciemniejsza: ciemnobrunatna bądź czekoladowobrunatna. Głowa w obrysie prawie kwadratowa, o szerokości 2,8, a długości 3,2 mm. Boki głowy są prawie równoległe, a kąty ciemieniowe wyraźnie zaznaczone. Nadustek o krótkiej krawędzi między kątami czołowymi, opatrzony dwiema trójkątnymi, często przyciemnionymi plamami i wzgórkami tuberkularnymi nieco pigmentowanymi. Szyja długości zbliżonej do szerokości głowy i 4,5 raza szersza niż długa. Głaszczki szczękowe o członach dość szerokich, a czułki o dwóch wierzchołkowych silnie wydłużonych. Przedplecze dwukrotnie szersze niż długie. Szczecinki krynalne dobrze rozwinięte. Odwłok o ostatnim segmencie smukłym, długim, ponad trzykrotnie dłuższym niż jego szerokość u nasady, po bokach wklęśniętym, a przysadkach zazwyczaj nieznacznie od ostatniego segmentu krótszych.

## Biologia i ekologia
Preferuje drobne, silnie zarośnięte zbiorniki wodne, zasiedlając bajorka, rowy, dreny, stawiki i doły, zarówno na terenach otwartych, zadrzewionych jak i torfowiskach. W okresach suszy znajdowany jednak również w głębszych stawach, łachach rzecznych i starorzeczach. 
Jaja składa na łodygach roślin wodnych jak żabieńce, sit członowaty i Juncus communis oraz ogonkach liściowych grzybieni białych. Samica wycina w tkankach roślin V-kształtny otwór za pomocą piłkowanego pokładełka i do niego przylepia jaja. Z braku wymienionych roślin jaja mogą być składane w pączkach liściowych, na torfowcach, a nawet nitkowatych glonach. Larwy przebywają na roślinach wodnych i błotnych oraz na dnie zbiorników. Zimują owady dorosłe, kryjąc się pod mchem lub w ściółce leśnej. W Anglii jaja składane są późnym latem i na jesieni, pierwsze stadium larwalne pojawia się od sierpnia, a dwa kolejne spotykane są w grudniu.
W jego jajach rozwijać się mogą parazytoidalne błonkówki z gatunku Caraphractus cinctus.

## Rozprzestrzenienie
Gatunek palearktyczny, eurosyberyjski. W Europie wykazany został z Albanii, Austrii, Białorusi, Belgii, Bośni i Hercegowiny, Bułgarii, Chorwacji, Czech, Danii, Estonii, Finlandii, Francji, Grecji, Holandii, Irlandii, Liechtensteinu, Litwy, Luksemburgu, Łotwy, Niemiec, Norwegii, Polski, Rosji, w tym obwodu królewieckiego, Słowacji, Słowenii, Szwecji, Szwajcarii, Ukrainy, Węgier, Wielkiej Brytanii, Włoch i Wysp Normandzkich. Ponadto występuje na Bliskim Wschodzie (podawany z Iranu oraz Turcji z okolic Afyonu), Syberii (zarówno Syberii Wschodniej jak i Zachodniej) i Zakaukaziu (Azerbejdżan).
W Polsce występuje w całym kraju, jednak w górach jest bardzo rzadki, ograniczony do ich dolnych partii, choć w Sudetach dociera pod górną granicę lasu.